# East Orchard
East Orchard est une paroisse civile et un village du Dorset, en Angleterre.